# 箱島信一
箱島 信一（はこしま しんいち、1937年12月9日 - ）は、日本のジャーナリスト。朝日新聞社元社長。公益財団法人日本対がん協会顧問、一般社団法人日本外交協会理事。福岡県福岡市東区出身。

## 略歴
- 1937年 - 筥崎宮近くの醸造業の長男として生まれる。
- 1956年 - 福岡県立修猷館高等学校卒業[2]
- 1958年 - 九州大学在学中、1年間休学し家業に従事したが[3]、家業の醸造業は倒産
- 1962年 - 九州大学経済学部卒業、マルクス経済学高橋正雄ゼミ出身[3]
- 1962年 - 朝日新聞社入社、福島支局員
- 1985年 - 名古屋本社経済部長
- 1987年 - 東京本社経済部長
- 1991年 - 西部本社編集局長
- 1992年 - 東京本社編集局長
- 1994年 - 取締役
- 1996年 - 常務取締役
- 1998年 - 代表取締役専務取締役
- 1999年 - 松下宗之社長の在任死去（2月）に伴い、代表取締役社長
- 1999年 - 日本新聞協会理事
- 2003年 - 日本新聞協会会長
- 2005年 - 武富士広告費問題の責任をとり、役員報酬減額。その後、任期満了で朝日新聞社社長退任
- 2005年 - 日本新聞協会会長再選
- 2005年 - 朝日新聞の新党日本に関する捏造事件の責任をとり、日本新聞協会会長辞任

## 役職
- 公益財団法人日本対がん協会 顧問
- 公益財団法人吉田秀雄記念事業財団 評議員
- 公益財団法人日本高等学校野球連盟 元最高顧問
- 公益社団法人企業メセナ協議会 元副会長
- 公益財団法人文化財保護・芸術研究助成財団 元評議員
- 一般財団法人国際ビジネスコミュニケーション協会 元理事
- 財団法人アリオン音楽財団 元評議員

## 人物
- 福島支局を経て東京本社経済部へ。以来、経済部内でジャーナリストというよりもむしろ内部調整型の官僚として頭角を現した。

- 社長就任後、経済部出身らしく経営の合理化を推し進める。しかしこのことから社長人事をたすき掛けで行ってきた政治部、さらに社長になれないことから社内で「朝日の参議院」と呼ばれる社会部との対立が激化した。

- 2005年、同社が発行する「週刊朝日」において、武富士から名目の立たない広告費5000万円を「ただもらい」（本人が週刊文春の取材に対して語ったコメント）したことで、監督責任をとる形で役員報酬減額。この事件が発覚したのは、反箱島派の専務坂東愛彦のリークだったといわれている[4]。

- 後任の社長には政治部出身で常務第三席であった秋山耿太郎が五人抜きで昇格。一方専務の内海紀雄と坂東愛彦、さらに常務筆頭の小林泰宏といった社会部出身の重役は涙を呑んだ。

- 一見失脚したようにみえるが、いまでも社内の経済部派閥「箱島グループ」のドンとして君臨する。「箱島グループ」には、箱島の肝いりで子会社のテレビ朝日社長に就任した元・取締役専務の君和田正夫や伊藤裕造（東日本放送社長）、現・監査役の神徳英雄らがいる。

- 日本高等学校野球連盟と共催の全国高等学校野球選手権大会の活性化を図るため、高校野球の育成と発展に貢献した指導者を表彰する「イヤー・オブ・ザ・コーチ賞」をもうけた。しかし、"Year of the coach" を和訳すると「コーチの年」になってしまうとの苦情や問合せが殺到し、受賞者の新聞発表にも支障が出たため、箱島の社長退任後の2006年に「育成功労賞」に改称された。

- 朝日新聞社の英字新聞『朝日イブニングニュース』を廃刊し、替わって2001年4月2日から『ヘラルド朝日』を創刊した。

## その他
- Wikipediaのこのページが、朝日新聞社からのアクセスで編集されていたことが週刊文春2007年9月20日号で報道された。